# Formel 1-VM 1994
Formel 1-VM 1994 hade 16 deltävlingar som kördes under perioden 27 mars–13 november. Förarmästerskapet vanns av tysken Michael Schumacher och konstruktörsmästerskapet av Williams-Renault. Detta var en dyster säsong för sporten genom Ayrton Sennas död och enligt många,  Schumachers sätt att vinna sitt första mästerskap.

## Vinnare
- Förare:  Michael Schumacher, Tyskland, Benetton-Ford
- Konstruktör:  Williams-Renault, Storbritannien

## Grand Prix 1994
| Grand Prix                 | Datum        | Bana              | Vinnande förare    | Vinnande tillverkare |   |
| -------------------------- | ------------ | ----------------- | ------------------ | -------------------- | - |
| Brasiliens Grand Prix      | 27 mars      | Interlagos        | Michael Schumacher | Benetton-Ford        | * |
| Stilla havets Grand Prix   | 17 april     | Aida              | Michael Schumacher | Benetton-Ford        | * |
| San Marinos Grand Prix     | 1 maj        | Imola             | Michael Schumacher | Benetton-Ford        | * |
| Monacos Grand Prix         | 15 maj       | Monte Carlo       | Michael Schumacher | Benetton-Ford        | * |
| Spaniens Grand Prix        | 29 maj       | Catalunya         | Damon Hill         | Williams-Renault     | * |
| Kanadas Grand Prix         | 12 juni      | Montréal          | Michael Schumacher | Benetton-Ford        | * |
| Frankrikes Grand Prix      | 3 juli       | Magny-Cours       | Michael Schumacher | Benetton-Ford        | * |
| Storbritanniens Grand Prix | 10 juli      | Silverstone       | Damon Hill         | Williams-Renault     | * |
| Tysklands Grand Prix       | 31 juli      | Hockenheimring    | Gerhard Berger     | Ferrari              | * |
| Ungerns Grand Prix         | 14 augusti   | Hungaroring       | Michael Schumacher | Benetton-Ford        | * |
| Belgiens Grand Prix        | 28 augusti   | Spa-Francorchamps | Damon Hill         | Williams-Renault     | * |
| Italiens Grand Prix        | 11 september | Monza             | Damon Hill         | Williams-Renault     | * |
| Portugals Grand Prix       | 25 september | Estoril           | Damon Hill         | Williams-Renault     | * |
| Europas Grand Prix         | 16 oktober   | Jerez             | Michael Schumacher | Benetton-Ford        | * |
| Japans Grand Prix          | 6 november   | Suzuka            | Damon Hill         | Williams-Renault     | * |
| Australiens Grand Prix     | 13 november  | Adelaide          | Nigel Mansell      | Williams-Renault     | * |

## Stall, nummer och förare 1994
| Stall/Tillverkare | Nummer | Förare                          |
| ----------------- | ------ | ------------------------------- |
| Benetton-Ford     | 5      | Michael Schumacher, Tyskland    |
| Benetton-Ford     | 5, 6   | JJ Lehto, Finland               |
| Benetton-Ford     | 6      | Jos Verstappen, Nederländerna   |
| Benetton-Ford     | 6      | Johnny Herbert, Storbritannien  |
| Ferrari           | 27     | Jean Alesi, Frankrike           |
| Ferrari           | 27     | Nicola Larini, Italien          |
| Ferrari           | 28     | Gerhard Berger, Österrike       |
| Footwork-Ford     | 9      | Christian Fittipaldi, Brasilien |
| Footwork-Ford     | 10     | Gianni Morbidelli, Italien      |
| Jordan-Hart       | 14     | Rubens Barrichello, Brasilien   |
| Jordan-Hart       | 15     | Eddie Irvine, Storbritannien    |
| Jordan-Hart       | 15     | Aguri Suzuki, Japan             |
| Jordan-Hart       | 15     | Andrea de Cesaris, Italien      |
| Larrousse-Ford    | 19     | Olivier Beretta, Monaco         |
| Larrousse-Ford    | 19     | Philippe Alliot, Frankrike      |
| Larrousse-Ford    | 19     | Yannick Dalmas, Frankrike       |
| Larrousse-Ford    | 19     | Hideki Noda, Japan              |
| Larrousse-Ford    | 20     | Érik Comas, Frankrike           |
| Larrousse-Ford    | 20     | Jean-Denis Deletraz, Schweiz    |
| Ligier-Renault    | 25     | Eric Bernard, Frankrike         |
| Ligier-Renault    | 25     | Franck Lagorce, Frankrike       |
| Ligier-Renault    | 25     | Johnny Herbert, Storbritannien  |
| Ligier-Renault    | 26     | Olivier Panis, Frankrike        |
| Lotus-Mugen Honda | 11     | Pedro Lamy, Portugal            |
| Lotus-Mugen Honda | 11     | Alex Zanardi, Italien           |
| Lotus-Mugen Honda | 11     | Philippe Adams, Belgien         |
| Lotus-Mugen Honda | 11     | Eric Bernard, Frankrike         |
| Lotus-Mugen Honda | 11     | Mika Salo, Finland              |
| Lotus-Mugen Honda | 12     | Johnny Herbert, Storbritannien  |
| McLaren-Peugeot   | 7      | Mika Häkkinen, Finland          |
| McLaren-Peugeot   | 7      | Philippe Alliot, Frankrike      |
| McLaren-Peugeot   | 8      | Martin Brundle, Storbritannien  |
| Minardi-Ford      | 23     | Pierluigi Martini, Italien      |
| Minardi-Ford      | 24     | Michele Alboreto, Italien       |
| Pacific-Ilmor     | 33     | Paul Belmondo, Frankrike        |
| Pacific-Ilmor     | 34     | Bertrand Gachot, Belgien        |
| Sauber-Mercedes   | 29     | Karl Wendlinger, Österrike      |
| Sauber-Mercedes   | 29     | Andrea de Cesaris, Italien      |
| Sauber-Mercedes   | 29     | JJ Lehto, Finland               |
| Sauber-Mercedes   | 30     | Heinz-Harald Frentzen, Tyskland |
| Simtek-Ford       | 31     | David Brabham, Australien       |
| Simtek-Ford       | 32     | Roland Ratzenberger, Österrike  |
| Simtek-Ford       | 32     | Jean-Marc Gounon, Frankrike     |
| Simtek-Ford       | 32     | Domenico Schiattarella, Italien |
| Simtek-Ford       | 32     | Taki Inoue, Japan               |
| Simtek-Ford       | 32     | Andrea Montermini, Italien      |
| Tyrrell-Yamaha    | 3      | Ukyo Katayama, Japan            |
| Tyrrell-Yamaha    | 4      | Mark Blundell, Storbritannien   |
| Williams-Renault  | 0      | Damon Hill, Storbritannien      |
| Williams-Renault  | 2      | Ayrton Senna, Brasilien         |
| Williams-Renault  | 2      | David Coulthard, Storbritannien |
| Williams-Renault  | 2      | Nigel Mansell, Storbritannien   |

## Slutställning förare 1994
| Placering | Förare                | Konstruktör                     | Poäng |
| --------- | --------------------- | ------------------------------- | ----- |
| 1         | Michael Schumacher    | Benetton-Ford                   | 92    |
| 2         | Damon Hill            | Williams-Renault                | 91    |
| 3         | Gerhard Berger        | Ferrari                         | 41    |
| 4         | Mika Häkkinen         | McLaren-Peugeot                 | 26    |
| 5         | Jean Alesi            | Ferrari                         | 24    |
| 6         | Rubens Barrichello    | Jordan-Hart                     | 19    |
| 7         | Martin Brundle        | McLaren-Peugeot                 | 16    |
| 8         | David Coulthard       | Williams-Renault                | 14    |
| 9         | Nigel Mansell         | Williams-Renault                | 13    |
| 10        | Jos Verstappen        | Benetton-Ford                   | 10    |
| 11        | Olivier Panis         | Ligier-Renault                  | 9     |
| 12        | Mark Blundell         | Tyrrell-Yamaha                  | 8     |
| 13        | Heinz-Harald Frentzen | Sauber-Mercedes                 | 7     |
| 14        | Nicola Larini         | Ferrari                         | 6     |
| 15        | Christian Fittipaldi  | Footwork-Ford                   | 6     |
| 16        | Eddie Irvine          | Jordan-Hart                     | 6     |
| 17        | Ukyo Katayama         | Tyrrell-Yamaha                  | 5     |
| 18        | Eric Bernard          | Ligier-Renault                  | 4     |
| 19        | Karl Wendlinger       | Sauber-Mercedes                 | 4     |
| 20        | Andrea de Cesaris     | Jordan-Hart & Sauber-Mercedes   | 4     |
| 21        | Pierluigi Martini     | Minardi-Ford                    | 4     |
| 22        | Gianni Morbidelli     | Footwork-Ford                   | 3     |
| 23        | Érik Comas            | Larrousse-Ford                  | 2     |
| 24        | JJ Lehto              | Benetton-Ford & Sauber-Mercedes | 1     |
| 25        | Michele Alboreto      | Minardi-Ford                    | 1     |
| 26        | Ayrton Senna          | Williams-Renault                | 0     |

## Slutställning konstruktörer 1994
| Placering | Konstruktör       | Poäng |
| --------- | ----------------- | ----- |
| 1         | Williams-Renault  | 118   |
| 2         | Benetton-Ford     | 103   |
| 3         | Ferrari           | 71    |
| 4         | McLaren-Peugeot   | 42    |
| 5         | Jordan-Hart       | 28    |
| 6         | Ligier-Renault    | 13    |
| =         | Tyrrell-Yamaha    | 13    |
| 8         | Sauber-Mercedes   | 12    |
| 9         | Footwork-Ford     | 9     |
| 10        | Minardi-Ford      | 5     |
| 11        | Larrousse-Ford    | 2     |
| 12        | Lotus-Mugen Honda | 0     |
| =         | Simtek-Ford       | 0     |
| =         | Pacific-Ilmor     | 0     |